# Щаснівська сільська рада (Волочиський район)
Ща́снівська сільська́ ра́да — адміністративно-територіальна одиниця та орган місцевого самоврядування в Волочиському районі Хмельницької області. Адміністративний центр — село Щаснівка.

## Загальні відомості
- Територія ради: 23,799 км²
- Населення ради: 818 осіб (станом на 2001 рік)
- Територією ради протікає Збруч

## Населені пункти
Сільській раді підпорядковані населені пункти:
- с. Щаснівка

## Склад ради
Рада складається з 12 депутатів та голови.
- Голова ради: Бичківська Алла Василівна

### Керівний склад попередніх скликань
| Прізвище, ім'я, по батькові | Основні відомості                                                 | Дата обрання | Дата звільнення |
| --------------------------- | ----------------------------------------------------------------- | ------------ | --------------- |
| Мудрак Павло Іванович       | Сільський голова, 1965 року народження, член Народної партії      | 26.03.2006   | 31.10.2010      |
| Бичківська Алла Василівна   | Сільський голова, 1978 року народження, освіта середня спеціальна | 31.10.2010   |                 |

Примітка: таблиця складена за даними сайту Верховної Ради України

### Депутати
За результатами місцевих виборів 2010 року депутатами ради стали:

#### За суб'єктами висування
| Суб'єкт висування                | Кількість обраних депутатів | %    |
| -------------------------------- | --------------------------- | ---- |
| Самовисування                    | 7                           | 58,3 |
| Політична партія «Нова політика» | 4                           | 33,3 |
| Народна партія                   | 1                           | 8,3  |

#### За округами
| № округу                         | Прізвище, ім'я, по батькові  | Дата визнання обраним | Освіта             | Партійна приналежність                 | Відомості про обраного депутата                          |
| -------------------------------- | ---------------------------- | --------------------- | ------------------ | -------------------------------------- | -------------------------------------------------------- |
| Народна Партія                   |                              |                       |                    |                                        |                                                          |
| 4                                | Зюзінов Іван Михайлович      | 04.11.2010            | середня            | член Народної партії                   | пенсіонер                                                |
| Політична партія «Нова політика» |                              |                       |                    |                                        |                                                          |
| 2                                | Жмурко Мар'яна Павлівна      | 04.11.2010            | вища               | член Політичної партії «Нова політика» | Щаснівська загальноосвітня школа, директор               |
| 6                                | Миколюк Іван Семенович       | 04.11.2010            | середня            | член Політичної партії «Нова політика» | ВПАФ « Щаснівецьке», агроном                             |
| 7                                | Джерелейко Микола Михайлович | 04.11.2010            | середня            | позапартійний                          | ВПАФ «Щаснівецьке», бригадир тракторної бригади          |
| 10                               | Дячук Микола Іванович        | 04.11.2010            | середня            | член Політичної партії «Нова політика» | ВПАФ «Щаснівецьке», завфермою                            |
| Самовисування                    |                              |                       |                    |                                        |                                                          |
| 1                                | Перець Оксана Стратонівна    | 04.11.2010            | вища               | член Народної партії                   | Щаснівська сільська рада, секретар                       |
| 3                                | Гудзь Ірина Миколаївна       | 04.11.2010            | середня спеціальна | член Народної партії                   | Щаснівський сільський будинок культури, директор         |
| 5                                | Когут Оксана Анатоліївна     | 04.11.2010            | середня спеціальна | член Народної партії                   | Щаснівська сільська рада, головний бухгалтер             |
| 8                                | Писарчук Віра Іванівна       | 04.11.2010            | вища               | позапартійна                           | ТУСД, соц. працівник                                     |
| 9                                | Дячук Галина Олексіївна      | 04.11.2010            | середня спеціальна | член Народної партії                   | Щасновецький фельдшерсько-акушерський пункт, завідувачка |
| 11                               | Писарчук Любов Олексіївна    | 04.11.2010            | середня спеціальна | член Народної партії                   | Щасновецька бібліотека, завідувачка бібліотеки           |
| 12                               | Гетманчук Іван Теофанович    | 04.11.2010            | середня спеціальна | позапартійний                          | пенсіонер                                                |